# Estrategia de la cuña

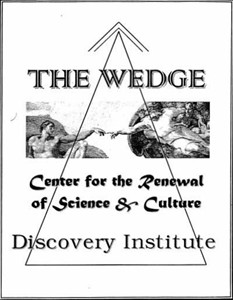
Portada del Documento Wedge.

La Estrategia de la cuña o Argumento de la cuña (en inglés Wedge Strategy ) es un plan de acción político y social propuesto por el Discovery Institute, centro del movimiento del diseño inteligente.
La estrategia fue publicada e iniciada en un manifiesto del Discovery Institute conocido como el Documento Wedge, en el que se describe una agenda social, política y académica cuyo objetivo final es "derrotar al materialismo científico" representado por el evolucionismo, "revertir la visión mundial del materialismo y reemplazarla con una visión científica acorde a las convicciones del cristianismo y del teísmo" y "afirmar la realidad de Dios." Su meta es "renovar" la cultura estadounidense moldeando las políticas públicas para que reflejen valores cristianos, principalmente protestantes.
El diseño inteligente es la creencia de que ciertas cosas del universo y seres vivos pueden ser mejor explicados mediante una causa inteligente, no por un proceso naturalista como el de selección natural. Dentro de las conjeturas del diseño inteligente se encuentra la idea de redefinir la ciencia y como esta se conduce. Los proponentes de la estrategia Wedge se oponen al materialismo, el naturalismo, y el evolucionismo, y han establecido como su objetivo explícito que sean reemplazadas.